# Hu Yaobang
Hú Yàobāng (kinesisk: 胡耀邦) (født 20. november 1915 i Linyang i provinsen Hunan i Kina, død 15. april 1989 i provinsen Jiangxi) var en kinesisk politiker, hvis død i foråret 1989 udløste en række begivenheder, som mundede ud i Demonstrationerne på Den Himmelske Freds Plads nogle måneder efter. 
Han var generalsekretær for Det kinesiske kommunistparti fra 1980 til 1987 og partiets formand fra 1981 til 1982.
Hu Yaobang tilhørte anden generation af de kinesiske kommunistledere i Folkerepublikken Kina og var et aktivt medlem af reformfraktionen i 1980'erne. Hu var længe Deng Xiaopings ønskekandidat som potentiel efterfølger. Han tabte imidlertid i 1987 politisk troværdighed i ledende partikræfter, fordi mere dogmatisk orienterede politikere mente, at han havde optrådt for eftergivende under studenterdemonstrationerne i 1986-1987. Hans tilbagetræden fra posten som generalsekretær annonceredes 16. januar 1987 og fulgtes af en ydmygende selvkritik, som centralkomitéen tvang ham til at udgive.
Han døde i 1989 af et hjerteanfald under et møde i det kinesiske politbureau. 